# Curnier
Curnier ist eine südfranzösische Gemeinde mit 211 Einwohnern (Stand 1. Januar 2022) im Département Drôme in der Region Auvergne-Rhône-Alpes.

## Geografie
Curnier liegt etwa zehn Kilometer östlich von Nyons am Zusammenfluss von Ennuye und Eygues in einem sich flussabwärts stark verbreiternden, von Wein- und Lavendelanbau geprägten Tal zwischen den Gebirgszügen der Baronnies im Süden und den Diois im Norden.

## Geschichte
Bereits in vorgeschichtlicher Zeit war die Gegend um Curnier besiedelt. In der Bronzezeit befand sich hier ein Oppidum.
Der Ort war ursprünglich ein Lehen der Herren von Mévouillon, im 14. Jahrhundert ging die Herrschaft an das Fürstentum Orange.

### Einwohnerentwicklung
| Jahr                       | 1962 | 1968 | 1975 | 1982 | 1990 | 1999 | 2009 | 2016 |
| Einwohner                  | 108  | 133  | 145  | 132  | 179  | 186  | 196  | 172  |
| Quellen: Cassini und INSEE |      |      |      |      |      |      |      |      |

## Kultur und Sehenswürdigkeiten
Curnier hat einen gut erhaltenen alten Ortskern mit Überresten eines Schlosses.
Die Pfarrkirche des Ortes stammt aus dem 19. Jahrhundert.
In die Pfeiler der Kapelle sind vier überwölbte Nischen eingelassen.

## Wirtschaft und Infrastruktur
Der Haupterwerbszweig in Curnier ist die Landwirtschaft, in der Lavendel, Oliven, Wein und Obst angebaut werden. In der Viehwirtschaft sind Schaf- und Geflügelzucht bestimmend. Ein weiteres wichtiges landwirtschaftliches Produkt der Region ist Honig.